# Méduse (nouvelle)
Pour les articles homonymes, voir Méduse.
Méduse (titre original : Medusa) est une nouvelle de Theodore Sturgeon publiée pour la première fois dans février 1942 dans Astounding Science Fiction.
Le récit évoque les aventures d'une mission spatiale envoyée en direction d'une planète dont nul n'est revenu vivant jusqu'à présent.
La nouvelle relève du space opera, ce qu'il convient de souligner compte tenu de sa date de parution, à un moment où la conquête spatiale n'existait pas encore.

## Parutions

### Parutions aux États-Unis
La nouvelle est parue initialement aux États-Unis en février 1942 dans Astounding Science Fiction.

### Parutions en France
La nouvelle a notamment été publiée dans l'anthologie Méduse composée par Marianne Leconte, publiée en 1978 aux éditions Librairie des Champs-Élysées.

### Parutions dans d'autres pays occidentaux
La nouvelle a aussi été publiée :
- en 1960 en langue espagnole sous le titre « Medusa » ;
- en 1966 en langue allemande sous le titre « Die präparierten Raumfahrer » ;
- en 1974 en langue allemande sous le titre « Medusa » ;
- en 1989 en langue italienne sous le titre « Medusa ».

## Résumé
Harl Ripley (« Rip »), astronavigateur américain, est engagé par la Flotte spatiale pour se rendre, avec sept autres membres d'équipage, vers un système stellaire au sujet duquel les précédentes expéditions spatiales ont été des échecs. On pense que la planète tellurique Xantippe, qui doit être colonisée par les humains, abrite une forme d'intelligence ayant de forts pouvoirs mentaux. Elle est parvenue à rendre fous les astronautes des précédentes expéditions.
Les huit membres de cet équipage ont subi une sorte de « programme spécial » qui devrait leur permettre de faire face à l'agression de cette intelligence. Ils partent donc vers le système stellaire situé près de Bételgeuse. En cours de route, Harl Ripley se rend compte de l'étrange comportement de plusieurs de ses compagnons, qui deviennent paranoïaques. Des paroles suspectes sont échangées, des gens se plaignent et se dénoncent.
À la fin de la nouvelle, on apprend que la planète vers laquelle l'équipage se dirigeait abritait effectivement une intelligence télépathique, qui agissait comme une méduse ou comme le monstre légendaire Méduse à l’égard de ses proies passant à la portée de son champ mental. Sept des huit astronautes ont été « pris » par cette intelligence, mais pas Harl Ripley, qui est parvenu à ne pas succomber et qui a lancé les bombes ultrapuissantes ayant permis de tuer Xantippe, comparée à une femme qu'il a fallu tuer afin qu'elle ne tue plus d'autres humains.

## Autour de la nouvelle
La planète Xantippe tire son nom de Xanthippe, épouse de Socrate et qui selon Platon était une femme acariâtre et teigneuse.

## Compléments